# Edith Baird
Edith Elina Helen Baird (Brixton, 22 febbraio 1859 – Paignton, 1º febbraio 1924) è stata una compositrice di scacchi britannica.

## Biografia
Nata Edith Elina Helen Winter-Wood, assunse il cognome Baird dopo aver sposato nel 1880 il generale William J. Baird, "Deputy Inspector-General" dell'esercito britannico. Firmò tutte le sue composizioni con il nome Mrs. W. J. Baird.
Compose circa 2 000 problemi in due e tre mosse, molti dei quali condizionati, soprattutto con ritiro dell'ultima mossa (retroanalisi). Era particolarmente esperta nella composizione di problemi di automatto.
Vinse molti premi, anche in concorsi a cui partecipavano forti problemisti quali Benjamin Glover Laws e Heinrich Meyer.
Pubblicò due raccolte di suoi problemi: Seven Hundred Chess Problems (Londra, 1902) e The twentieth century Retractor (Londra, 1907).
È considerata la più grande compositrice di scacchi di tutti i tempi.

## Problemi d'esempio
|   | a | b | c | d | e | f | g | h |   |
| 8 | e8 cavallo del bianco · g8 alfiere del nero · c7 pedone del nero · f7 pedone del nero · c6 cavallo del bianco · h6 re del bianco · a5 torre del nero · d5 cavallo del nero · f5 re del nero · a4 pedone del nero · e3 pedone del nero · f3 pedone del bianco · g3 pedone del bianco · a2 donna del bianco · e2 alfiere del bianco | e8 cavallo del bianco · g8 alfiere del nero · c7 pedone del nero · f7 pedone del nero · c6 cavallo del bianco · h6 re del bianco · a5 torre del nero · d5 cavallo del nero · f5 re del nero · a4 pedone del nero · e3 pedone del nero · f3 pedone del bianco · g3 pedone del bianco · a2 donna del bianco · e2 alfiere del bianco | e8 cavallo del bianco · g8 alfiere del nero · c7 pedone del nero · f7 pedone del nero · c6 cavallo del bianco · h6 re del bianco · a5 torre del nero · d5 cavallo del nero · f5 re del nero · a4 pedone del nero · e3 pedone del nero · f3 pedone del bianco · g3 pedone del bianco · a2 donna del bianco · e2 alfiere del bianco | e8 cavallo del bianco · g8 alfiere del nero · c7 pedone del nero · f7 pedone del nero · c6 cavallo del bianco · h6 re del bianco · a5 torre del nero · d5 cavallo del nero · f5 re del nero · a4 pedone del nero · e3 pedone del nero · f3 pedone del bianco · g3 pedone del bianco · a2 donna del bianco · e2 alfiere del bianco | e8 cavallo del bianco · g8 alfiere del nero · c7 pedone del nero · f7 pedone del nero · c6 cavallo del bianco · h6 re del bianco · a5 torre del nero · d5 cavallo del nero · f5 re del nero · a4 pedone del nero · e3 pedone del nero · f3 pedone del bianco · g3 pedone del bianco · a2 donna del bianco · e2 alfiere del bianco | e8 cavallo del bianco · g8 alfiere del nero · c7 pedone del nero · f7 pedone del nero · c6 cavallo del bianco · h6 re del bianco · a5 torre del nero · d5 cavallo del nero · f5 re del nero · a4 pedone del nero · e3 pedone del nero · f3 pedone del bianco · g3 pedone del bianco · a2 donna del bianco · e2 alfiere del bianco | e8 cavallo del bianco · g8 alfiere del nero · c7 pedone del nero · f7 pedone del nero · c6 cavallo del bianco · h6 re del bianco · a5 torre del nero · d5 cavallo del nero · f5 re del nero · a4 pedone del nero · e3 pedone del nero · f3 pedone del bianco · g3 pedone del bianco · a2 donna del bianco · e2 alfiere del bianco | e8 cavallo del bianco · g8 alfiere del nero · c7 pedone del nero · f7 pedone del nero · c6 cavallo del bianco · h6 re del bianco · a5 torre del nero · d5 cavallo del nero · f5 re del nero · a4 pedone del nero · e3 pedone del nero · f3 pedone del bianco · g3 pedone del bianco · a2 donna del bianco · e2 alfiere del bianco | 8 |
| 7 | e8 cavallo del bianco · g8 alfiere del nero · c7 pedone del nero · f7 pedone del nero · c6 cavallo del bianco · h6 re del bianco · a5 torre del nero · d5 cavallo del nero · f5 re del nero · a4 pedone del nero · e3 pedone del nero · f3 pedone del bianco · g3 pedone del bianco · a2 donna del bianco · e2 alfiere del bianco | e8 cavallo del bianco · g8 alfiere del nero · c7 pedone del nero · f7 pedone del nero · c6 cavallo del bianco · h6 re del bianco · a5 torre del nero · d5 cavallo del nero · f5 re del nero · a4 pedone del nero · e3 pedone del nero · f3 pedone del bianco · g3 pedone del bianco · a2 donna del bianco · e2 alfiere del bianco | e8 cavallo del bianco · g8 alfiere del nero · c7 pedone del nero · f7 pedone del nero · c6 cavallo del bianco · h6 re del bianco · a5 torre del nero · d5 cavallo del nero · f5 re del nero · a4 pedone del nero · e3 pedone del nero · f3 pedone del bianco · g3 pedone del bianco · a2 donna del bianco · e2 alfiere del bianco | e8 cavallo del bianco · g8 alfiere del nero · c7 pedone del nero · f7 pedone del nero · c6 cavallo del bianco · h6 re del bianco · a5 torre del nero · d5 cavallo del nero · f5 re del nero · a4 pedone del nero · e3 pedone del nero · f3 pedone del bianco · g3 pedone del bianco · a2 donna del bianco · e2 alfiere del bianco | e8 cavallo del bianco · g8 alfiere del nero · c7 pedone del nero · f7 pedone del nero · c6 cavallo del bianco · h6 re del bianco · a5 torre del nero · d5 cavallo del nero · f5 re del nero · a4 pedone del nero · e3 pedone del nero · f3 pedone del bianco · g3 pedone del bianco · a2 donna del bianco · e2 alfiere del bianco | e8 cavallo del bianco · g8 alfiere del nero · c7 pedone del nero · f7 pedone del nero · c6 cavallo del bianco · h6 re del bianco · a5 torre del nero · d5 cavallo del nero · f5 re del nero · a4 pedone del nero · e3 pedone del nero · f3 pedone del bianco · g3 pedone del bianco · a2 donna del bianco · e2 alfiere del bianco | e8 cavallo del bianco · g8 alfiere del nero · c7 pedone del nero · f7 pedone del nero · c6 cavallo del bianco · h6 re del bianco · a5 torre del nero · d5 cavallo del nero · f5 re del nero · a4 pedone del nero · e3 pedone del nero · f3 pedone del bianco · g3 pedone del bianco · a2 donna del bianco · e2 alfiere del bianco | e8 cavallo del bianco · g8 alfiere del nero · c7 pedone del nero · f7 pedone del nero · c6 cavallo del bianco · h6 re del bianco · a5 torre del nero · d5 cavallo del nero · f5 re del nero · a4 pedone del nero · e3 pedone del nero · f3 pedone del bianco · g3 pedone del bianco · a2 donna del bianco · e2 alfiere del bianco | 7 |
| 6 | e8 cavallo del bianco · g8 alfiere del nero · c7 pedone del nero · f7 pedone del nero · c6 cavallo del bianco · h6 re del bianco · a5 torre del nero · d5 cavallo del nero · f5 re del nero · a4 pedone del nero · e3 pedone del nero · f3 pedone del bianco · g3 pedone del bianco · a2 donna del bianco · e2 alfiere del bianco | e8 cavallo del bianco · g8 alfiere del nero · c7 pedone del nero · f7 pedone del nero · c6 cavallo del bianco · h6 re del bianco · a5 torre del nero · d5 cavallo del nero · f5 re del nero · a4 pedone del nero · e3 pedone del nero · f3 pedone del bianco · g3 pedone del bianco · a2 donna del bianco · e2 alfiere del bianco | e8 cavallo del bianco · g8 alfiere del nero · c7 pedone del nero · f7 pedone del nero · c6 cavallo del bianco · h6 re del bianco · a5 torre del nero · d5 cavallo del nero · f5 re del nero · a4 pedone del nero · e3 pedone del nero · f3 pedone del bianco · g3 pedone del bianco · a2 donna del bianco · e2 alfiere del bianco | e8 cavallo del bianco · g8 alfiere del nero · c7 pedone del nero · f7 pedone del nero · c6 cavallo del bianco · h6 re del bianco · a5 torre del nero · d5 cavallo del nero · f5 re del nero · a4 pedone del nero · e3 pedone del nero · f3 pedone del bianco · g3 pedone del bianco · a2 donna del bianco · e2 alfiere del bianco | e8 cavallo del bianco · g8 alfiere del nero · c7 pedone del nero · f7 pedone del nero · c6 cavallo del bianco · h6 re del bianco · a5 torre del nero · d5 cavallo del nero · f5 re del nero · a4 pedone del nero · e3 pedone del nero · f3 pedone del bianco · g3 pedone del bianco · a2 donna del bianco · e2 alfiere del bianco | e8 cavallo del bianco · g8 alfiere del nero · c7 pedone del nero · f7 pedone del nero · c6 cavallo del bianco · h6 re del bianco · a5 torre del nero · d5 cavallo del nero · f5 re del nero · a4 pedone del nero · e3 pedone del nero · f3 pedone del bianco · g3 pedone del bianco · a2 donna del bianco · e2 alfiere del bianco | e8 cavallo del bianco · g8 alfiere del nero · c7 pedone del nero · f7 pedone del nero · c6 cavallo del bianco · h6 re del bianco · a5 torre del nero · d5 cavallo del nero · f5 re del nero · a4 pedone del nero · e3 pedone del nero · f3 pedone del bianco · g3 pedone del bianco · a2 donna del bianco · e2 alfiere del bianco | e8 cavallo del bianco · g8 alfiere del nero · c7 pedone del nero · f7 pedone del nero · c6 cavallo del bianco · h6 re del bianco · a5 torre del nero · d5 cavallo del nero · f5 re del nero · a4 pedone del nero · e3 pedone del nero · f3 pedone del bianco · g3 pedone del bianco · a2 donna del bianco · e2 alfiere del bianco | 6 |
| 5 | e8 cavallo del bianco · g8 alfiere del nero · c7 pedone del nero · f7 pedone del nero · c6 cavallo del bianco · h6 re del bianco · a5 torre del nero · d5 cavallo del nero · f5 re del nero · a4 pedone del nero · e3 pedone del nero · f3 pedone del bianco · g3 pedone del bianco · a2 donna del bianco · e2 alfiere del bianco | e8 cavallo del bianco · g8 alfiere del nero · c7 pedone del nero · f7 pedone del nero · c6 cavallo del bianco · h6 re del bianco · a5 torre del nero · d5 cavallo del nero · f5 re del nero · a4 pedone del nero · e3 pedone del nero · f3 pedone del bianco · g3 pedone del bianco · a2 donna del bianco · e2 alfiere del bianco | e8 cavallo del bianco · g8 alfiere del nero · c7 pedone del nero · f7 pedone del nero · c6 cavallo del bianco · h6 re del bianco · a5 torre del nero · d5 cavallo del nero · f5 re del nero · a4 pedone del nero · e3 pedone del nero · f3 pedone del bianco · g3 pedone del bianco · a2 donna del bianco · e2 alfiere del bianco | e8 cavallo del bianco · g8 alfiere del nero · c7 pedone del nero · f7 pedone del nero · c6 cavallo del bianco · h6 re del bianco · a5 torre del nero · d5 cavallo del nero · f5 re del nero · a4 pedone del nero · e3 pedone del nero · f3 pedone del bianco · g3 pedone del bianco · a2 donna del bianco · e2 alfiere del bianco | e8 cavallo del bianco · g8 alfiere del nero · c7 pedone del nero · f7 pedone del nero · c6 cavallo del bianco · h6 re del bianco · a5 torre del nero · d5 cavallo del nero · f5 re del nero · a4 pedone del nero · e3 pedone del nero · f3 pedone del bianco · g3 pedone del bianco · a2 donna del bianco · e2 alfiere del bianco | e8 cavallo del bianco · g8 alfiere del nero · c7 pedone del nero · f7 pedone del nero · c6 cavallo del bianco · h6 re del bianco · a5 torre del nero · d5 cavallo del nero · f5 re del nero · a4 pedone del nero · e3 pedone del nero · f3 pedone del bianco · g3 pedone del bianco · a2 donna del bianco · e2 alfiere del bianco | e8 cavallo del bianco · g8 alfiere del nero · c7 pedone del nero · f7 pedone del nero · c6 cavallo del bianco · h6 re del bianco · a5 torre del nero · d5 cavallo del nero · f5 re del nero · a4 pedone del nero · e3 pedone del nero · f3 pedone del bianco · g3 pedone del bianco · a2 donna del bianco · e2 alfiere del bianco | e8 cavallo del bianco · g8 alfiere del nero · c7 pedone del nero · f7 pedone del nero · c6 cavallo del bianco · h6 re del bianco · a5 torre del nero · d5 cavallo del nero · f5 re del nero · a4 pedone del nero · e3 pedone del nero · f3 pedone del bianco · g3 pedone del bianco · a2 donna del bianco · e2 alfiere del bianco | 5 |
| 4 | e8 cavallo del bianco · g8 alfiere del nero · c7 pedone del nero · f7 pedone del nero · c6 cavallo del bianco · h6 re del bianco · a5 torre del nero · d5 cavallo del nero · f5 re del nero · a4 pedone del nero · e3 pedone del nero · f3 pedone del bianco · g3 pedone del bianco · a2 donna del bianco · e2 alfiere del bianco | e8 cavallo del bianco · g8 alfiere del nero · c7 pedone del nero · f7 pedone del nero · c6 cavallo del bianco · h6 re del bianco · a5 torre del nero · d5 cavallo del nero · f5 re del nero · a4 pedone del nero · e3 pedone del nero · f3 pedone del bianco · g3 pedone del bianco · a2 donna del bianco · e2 alfiere del bianco | e8 cavallo del bianco · g8 alfiere del nero · c7 pedone del nero · f7 pedone del nero · c6 cavallo del bianco · h6 re del bianco · a5 torre del nero · d5 cavallo del nero · f5 re del nero · a4 pedone del nero · e3 pedone del nero · f3 pedone del bianco · g3 pedone del bianco · a2 donna del bianco · e2 alfiere del bianco | e8 cavallo del bianco · g8 alfiere del nero · c7 pedone del nero · f7 pedone del nero · c6 cavallo del bianco · h6 re del bianco · a5 torre del nero · d5 cavallo del nero · f5 re del nero · a4 pedone del nero · e3 pedone del nero · f3 pedone del bianco · g3 pedone del bianco · a2 donna del bianco · e2 alfiere del bianco | e8 cavallo del bianco · g8 alfiere del nero · c7 pedone del nero · f7 pedone del nero · c6 cavallo del bianco · h6 re del bianco · a5 torre del nero · d5 cavallo del nero · f5 re del nero · a4 pedone del nero · e3 pedone del nero · f3 pedone del bianco · g3 pedone del bianco · a2 donna del bianco · e2 alfiere del bianco | e8 cavallo del bianco · g8 alfiere del nero · c7 pedone del nero · f7 pedone del nero · c6 cavallo del bianco · h6 re del bianco · a5 torre del nero · d5 cavallo del nero · f5 re del nero · a4 pedone del nero · e3 pedone del nero · f3 pedone del bianco · g3 pedone del bianco · a2 donna del bianco · e2 alfiere del bianco | e8 cavallo del bianco · g8 alfiere del nero · c7 pedone del nero · f7 pedone del nero · c6 cavallo del bianco · h6 re del bianco · a5 torre del nero · d5 cavallo del nero · f5 re del nero · a4 pedone del nero · e3 pedone del nero · f3 pedone del bianco · g3 pedone del bianco · a2 donna del bianco · e2 alfiere del bianco | e8 cavallo del bianco · g8 alfiere del nero · c7 pedone del nero · f7 pedone del nero · c6 cavallo del bianco · h6 re del bianco · a5 torre del nero · d5 cavallo del nero · f5 re del nero · a4 pedone del nero · e3 pedone del nero · f3 pedone del bianco · g3 pedone del bianco · a2 donna del bianco · e2 alfiere del bianco | 4 |
| 3 | e8 cavallo del bianco · g8 alfiere del nero · c7 pedone del nero · f7 pedone del nero · c6 cavallo del bianco · h6 re del bianco · a5 torre del nero · d5 cavallo del nero · f5 re del nero · a4 pedone del nero · e3 pedone del nero · f3 pedone del bianco · g3 pedone del bianco · a2 donna del bianco · e2 alfiere del bianco | e8 cavallo del bianco · g8 alfiere del nero · c7 pedone del nero · f7 pedone del nero · c6 cavallo del bianco · h6 re del bianco · a5 torre del nero · d5 cavallo del nero · f5 re del nero · a4 pedone del nero · e3 pedone del nero · f3 pedone del bianco · g3 pedone del bianco · a2 donna del bianco · e2 alfiere del bianco | e8 cavallo del bianco · g8 alfiere del nero · c7 pedone del nero · f7 pedone del nero · c6 cavallo del bianco · h6 re del bianco · a5 torre del nero · d5 cavallo del nero · f5 re del nero · a4 pedone del nero · e3 pedone del nero · f3 pedone del bianco · g3 pedone del bianco · a2 donna del bianco · e2 alfiere del bianco | e8 cavallo del bianco · g8 alfiere del nero · c7 pedone del nero · f7 pedone del nero · c6 cavallo del bianco · h6 re del bianco · a5 torre del nero · d5 cavallo del nero · f5 re del nero · a4 pedone del nero · e3 pedone del nero · f3 pedone del bianco · g3 pedone del bianco · a2 donna del bianco · e2 alfiere del bianco | e8 cavallo del bianco · g8 alfiere del nero · c7 pedone del nero · f7 pedone del nero · c6 cavallo del bianco · h6 re del bianco · a5 torre del nero · d5 cavallo del nero · f5 re del nero · a4 pedone del nero · e3 pedone del nero · f3 pedone del bianco · g3 pedone del bianco · a2 donna del bianco · e2 alfiere del bianco | e8 cavallo del bianco · g8 alfiere del nero · c7 pedone del nero · f7 pedone del nero · c6 cavallo del bianco · h6 re del bianco · a5 torre del nero · d5 cavallo del nero · f5 re del nero · a4 pedone del nero · e3 pedone del nero · f3 pedone del bianco · g3 pedone del bianco · a2 donna del bianco · e2 alfiere del bianco | e8 cavallo del bianco · g8 alfiere del nero · c7 pedone del nero · f7 pedone del nero · c6 cavallo del bianco · h6 re del bianco · a5 torre del nero · d5 cavallo del nero · f5 re del nero · a4 pedone del nero · e3 pedone del nero · f3 pedone del bianco · g3 pedone del bianco · a2 donna del bianco · e2 alfiere del bianco | e8 cavallo del bianco · g8 alfiere del nero · c7 pedone del nero · f7 pedone del nero · c6 cavallo del bianco · h6 re del bianco · a5 torre del nero · d5 cavallo del nero · f5 re del nero · a4 pedone del nero · e3 pedone del nero · f3 pedone del bianco · g3 pedone del bianco · a2 donna del bianco · e2 alfiere del bianco | 3 |
| 2 | e8 cavallo del bianco · g8 alfiere del nero · c7 pedone del nero · f7 pedone del nero · c6 cavallo del bianco · h6 re del bianco · a5 torre del nero · d5 cavallo del nero · f5 re del nero · a4 pedone del nero · e3 pedone del nero · f3 pedone del bianco · g3 pedone del bianco · a2 donna del bianco · e2 alfiere del bianco | e8 cavallo del bianco · g8 alfiere del nero · c7 pedone del nero · f7 pedone del nero · c6 cavallo del bianco · h6 re del bianco · a5 torre del nero · d5 cavallo del nero · f5 re del nero · a4 pedone del nero · e3 pedone del nero · f3 pedone del bianco · g3 pedone del bianco · a2 donna del bianco · e2 alfiere del bianco | e8 cavallo del bianco · g8 alfiere del nero · c7 pedone del nero · f7 pedone del nero · c6 cavallo del bianco · h6 re del bianco · a5 torre del nero · d5 cavallo del nero · f5 re del nero · a4 pedone del nero · e3 pedone del nero · f3 pedone del bianco · g3 pedone del bianco · a2 donna del bianco · e2 alfiere del bianco | e8 cavallo del bianco · g8 alfiere del nero · c7 pedone del nero · f7 pedone del nero · c6 cavallo del bianco · h6 re del bianco · a5 torre del nero · d5 cavallo del nero · f5 re del nero · a4 pedone del nero · e3 pedone del nero · f3 pedone del bianco · g3 pedone del bianco · a2 donna del bianco · e2 alfiere del bianco | e8 cavallo del bianco · g8 alfiere del nero · c7 pedone del nero · f7 pedone del nero · c6 cavallo del bianco · h6 re del bianco · a5 torre del nero · d5 cavallo del nero · f5 re del nero · a4 pedone del nero · e3 pedone del nero · f3 pedone del bianco · g3 pedone del bianco · a2 donna del bianco · e2 alfiere del bianco | e8 cavallo del bianco · g8 alfiere del nero · c7 pedone del nero · f7 pedone del nero · c6 cavallo del bianco · h6 re del bianco · a5 torre del nero · d5 cavallo del nero · f5 re del nero · a4 pedone del nero · e3 pedone del nero · f3 pedone del bianco · g3 pedone del bianco · a2 donna del bianco · e2 alfiere del bianco | e8 cavallo del bianco · g8 alfiere del nero · c7 pedone del nero · f7 pedone del nero · c6 cavallo del bianco · h6 re del bianco · a5 torre del nero · d5 cavallo del nero · f5 re del nero · a4 pedone del nero · e3 pedone del nero · f3 pedone del bianco · g3 pedone del bianco · a2 donna del bianco · e2 alfiere del bianco | e8 cavallo del bianco · g8 alfiere del nero · c7 pedone del nero · f7 pedone del nero · c6 cavallo del bianco · h6 re del bianco · a5 torre del nero · d5 cavallo del nero · f5 re del nero · a4 pedone del nero · e3 pedone del nero · f3 pedone del bianco · g3 pedone del bianco · a2 donna del bianco · e2 alfiere del bianco | 2 |
| 1 | e8 cavallo del bianco · g8 alfiere del nero · c7 pedone del nero · f7 pedone del nero · c6 cavallo del bianco · h6 re del bianco · a5 torre del nero · d5 cavallo del nero · f5 re del nero · a4 pedone del nero · e3 pedone del nero · f3 pedone del bianco · g3 pedone del bianco · a2 donna del bianco · e2 alfiere del bianco | e8 cavallo del bianco · g8 alfiere del nero · c7 pedone del nero · f7 pedone del nero · c6 cavallo del bianco · h6 re del bianco · a5 torre del nero · d5 cavallo del nero · f5 re del nero · a4 pedone del nero · e3 pedone del nero · f3 pedone del bianco · g3 pedone del bianco · a2 donna del bianco · e2 alfiere del bianco | e8 cavallo del bianco · g8 alfiere del nero · c7 pedone del nero · f7 pedone del nero · c6 cavallo del bianco · h6 re del bianco · a5 torre del nero · d5 cavallo del nero · f5 re del nero · a4 pedone del nero · e3 pedone del nero · f3 pedone del bianco · g3 pedone del bianco · a2 donna del bianco · e2 alfiere del bianco | e8 cavallo del bianco · g8 alfiere del nero · c7 pedone del nero · f7 pedone del nero · c6 cavallo del bianco · h6 re del bianco · a5 torre del nero · d5 cavallo del nero · f5 re del nero · a4 pedone del nero · e3 pedone del nero · f3 pedone del bianco · g3 pedone del bianco · a2 donna del bianco · e2 alfiere del bianco | e8 cavallo del bianco · g8 alfiere del nero · c7 pedone del nero · f7 pedone del nero · c6 cavallo del bianco · h6 re del bianco · a5 torre del nero · d5 cavallo del nero · f5 re del nero · a4 pedone del nero · e3 pedone del nero · f3 pedone del bianco · g3 pedone del bianco · a2 donna del bianco · e2 alfiere del bianco | e8 cavallo del bianco · g8 alfiere del nero · c7 pedone del nero · f7 pedone del nero · c6 cavallo del bianco · h6 re del bianco · a5 torre del nero · d5 cavallo del nero · f5 re del nero · a4 pedone del nero · e3 pedone del nero · f3 pedone del bianco · g3 pedone del bianco · a2 donna del bianco · e2 alfiere del bianco | e8 cavallo del bianco · g8 alfiere del nero · c7 pedone del nero · f7 pedone del nero · c6 cavallo del bianco · h6 re del bianco · a5 torre del nero · d5 cavallo del nero · f5 re del nero · a4 pedone del nero · e3 pedone del nero · f3 pedone del bianco · g3 pedone del bianco · a2 donna del bianco · e2 alfiere del bianco | e8 cavallo del bianco · g8 alfiere del nero · c7 pedone del nero · f7 pedone del nero · c6 cavallo del bianco · h6 re del bianco · a5 torre del nero · d5 cavallo del nero · f5 re del nero · a4 pedone del nero · e3 pedone del nero · f3 pedone del bianco · g3 pedone del bianco · a2 donna del bianco · e2 alfiere del bianco | 1 |
|   | a | b | c | d | e | f | g | h |   |

Soluzione:
Tentativi: 1. Af1/Dc4? ...Re6!
1. Aa6 !  [2. Ac8#]

1. ...f6/Cf6  2. Cg7#

1. ...Txa6  2. Dxd5#

1. ...Ce7/b6  2. Ad3#

|   | a | b | c | d | e | f | g | h |   |
| 8 | c8 alfiere del nero · d8 torre del nero · a7 donna del nero · b7 pedone del nero · c7 torre del nero · d7 re del nero · g7 pedone del nero · h7 torre del bianco · g6 alfiere del bianco · h6 pedone del nero · a5 alfiere del nero · c5 donna del bianco · f5 re del bianco · g5 cavallo del bianco · h5 cavallo del bianco · e4 pedone del bianco · c3 pedone del nero · d3 cavallo del nero · h2 cavallo del nero · d1 torre del bianco | c8 alfiere del nero · d8 torre del nero · a7 donna del nero · b7 pedone del nero · c7 torre del nero · d7 re del nero · g7 pedone del nero · h7 torre del bianco · g6 alfiere del bianco · h6 pedone del nero · a5 alfiere del nero · c5 donna del bianco · f5 re del bianco · g5 cavallo del bianco · h5 cavallo del bianco · e4 pedone del bianco · c3 pedone del nero · d3 cavallo del nero · h2 cavallo del nero · d1 torre del bianco | c8 alfiere del nero · d8 torre del nero · a7 donna del nero · b7 pedone del nero · c7 torre del nero · d7 re del nero · g7 pedone del nero · h7 torre del bianco · g6 alfiere del bianco · h6 pedone del nero · a5 alfiere del nero · c5 donna del bianco · f5 re del bianco · g5 cavallo del bianco · h5 cavallo del bianco · e4 pedone del bianco · c3 pedone del nero · d3 cavallo del nero · h2 cavallo del nero · d1 torre del bianco | c8 alfiere del nero · d8 torre del nero · a7 donna del nero · b7 pedone del nero · c7 torre del nero · d7 re del nero · g7 pedone del nero · h7 torre del bianco · g6 alfiere del bianco · h6 pedone del nero · a5 alfiere del nero · c5 donna del bianco · f5 re del bianco · g5 cavallo del bianco · h5 cavallo del bianco · e4 pedone del bianco · c3 pedone del nero · d3 cavallo del nero · h2 cavallo del nero · d1 torre del bianco | c8 alfiere del nero · d8 torre del nero · a7 donna del nero · b7 pedone del nero · c7 torre del nero · d7 re del nero · g7 pedone del nero · h7 torre del bianco · g6 alfiere del bianco · h6 pedone del nero · a5 alfiere del nero · c5 donna del bianco · f5 re del bianco · g5 cavallo del bianco · h5 cavallo del bianco · e4 pedone del bianco · c3 pedone del nero · d3 cavallo del nero · h2 cavallo del nero · d1 torre del bianco | c8 alfiere del nero · d8 torre del nero · a7 donna del nero · b7 pedone del nero · c7 torre del nero · d7 re del nero · g7 pedone del nero · h7 torre del bianco · g6 alfiere del bianco · h6 pedone del nero · a5 alfiere del nero · c5 donna del bianco · f5 re del bianco · g5 cavallo del bianco · h5 cavallo del bianco · e4 pedone del bianco · c3 pedone del nero · d3 cavallo del nero · h2 cavallo del nero · d1 torre del bianco | c8 alfiere del nero · d8 torre del nero · a7 donna del nero · b7 pedone del nero · c7 torre del nero · d7 re del nero · g7 pedone del nero · h7 torre del bianco · g6 alfiere del bianco · h6 pedone del nero · a5 alfiere del nero · c5 donna del bianco · f5 re del bianco · g5 cavallo del bianco · h5 cavallo del bianco · e4 pedone del bianco · c3 pedone del nero · d3 cavallo del nero · h2 cavallo del nero · d1 torre del bianco | c8 alfiere del nero · d8 torre del nero · a7 donna del nero · b7 pedone del nero · c7 torre del nero · d7 re del nero · g7 pedone del nero · h7 torre del bianco · g6 alfiere del bianco · h6 pedone del nero · a5 alfiere del nero · c5 donna del bianco · f5 re del bianco · g5 cavallo del bianco · h5 cavallo del bianco · e4 pedone del bianco · c3 pedone del nero · d3 cavallo del nero · h2 cavallo del nero · d1 torre del bianco | 8 |
| 7 | c8 alfiere del nero · d8 torre del nero · a7 donna del nero · b7 pedone del nero · c7 torre del nero · d7 re del nero · g7 pedone del nero · h7 torre del bianco · g6 alfiere del bianco · h6 pedone del nero · a5 alfiere del nero · c5 donna del bianco · f5 re del bianco · g5 cavallo del bianco · h5 cavallo del bianco · e4 pedone del bianco · c3 pedone del nero · d3 cavallo del nero · h2 cavallo del nero · d1 torre del bianco | c8 alfiere del nero · d8 torre del nero · a7 donna del nero · b7 pedone del nero · c7 torre del nero · d7 re del nero · g7 pedone del nero · h7 torre del bianco · g6 alfiere del bianco · h6 pedone del nero · a5 alfiere del nero · c5 donna del bianco · f5 re del bianco · g5 cavallo del bianco · h5 cavallo del bianco · e4 pedone del bianco · c3 pedone del nero · d3 cavallo del nero · h2 cavallo del nero · d1 torre del bianco | c8 alfiere del nero · d8 torre del nero · a7 donna del nero · b7 pedone del nero · c7 torre del nero · d7 re del nero · g7 pedone del nero · h7 torre del bianco · g6 alfiere del bianco · h6 pedone del nero · a5 alfiere del nero · c5 donna del bianco · f5 re del bianco · g5 cavallo del bianco · h5 cavallo del bianco · e4 pedone del bianco · c3 pedone del nero · d3 cavallo del nero · h2 cavallo del nero · d1 torre del bianco | c8 alfiere del nero · d8 torre del nero · a7 donna del nero · b7 pedone del nero · c7 torre del nero · d7 re del nero · g7 pedone del nero · h7 torre del bianco · g6 alfiere del bianco · h6 pedone del nero · a5 alfiere del nero · c5 donna del bianco · f5 re del bianco · g5 cavallo del bianco · h5 cavallo del bianco · e4 pedone del bianco · c3 pedone del nero · d3 cavallo del nero · h2 cavallo del nero · d1 torre del bianco | c8 alfiere del nero · d8 torre del nero · a7 donna del nero · b7 pedone del nero · c7 torre del nero · d7 re del nero · g7 pedone del nero · h7 torre del bianco · g6 alfiere del bianco · h6 pedone del nero · a5 alfiere del nero · c5 donna del bianco · f5 re del bianco · g5 cavallo del bianco · h5 cavallo del bianco · e4 pedone del bianco · c3 pedone del nero · d3 cavallo del nero · h2 cavallo del nero · d1 torre del bianco | c8 alfiere del nero · d8 torre del nero · a7 donna del nero · b7 pedone del nero · c7 torre del nero · d7 re del nero · g7 pedone del nero · h7 torre del bianco · g6 alfiere del bianco · h6 pedone del nero · a5 alfiere del nero · c5 donna del bianco · f5 re del bianco · g5 cavallo del bianco · h5 cavallo del bianco · e4 pedone del bianco · c3 pedone del nero · d3 cavallo del nero · h2 cavallo del nero · d1 torre del bianco | c8 alfiere del nero · d8 torre del nero · a7 donna del nero · b7 pedone del nero · c7 torre del nero · d7 re del nero · g7 pedone del nero · h7 torre del bianco · g6 alfiere del bianco · h6 pedone del nero · a5 alfiere del nero · c5 donna del bianco · f5 re del bianco · g5 cavallo del bianco · h5 cavallo del bianco · e4 pedone del bianco · c3 pedone del nero · d3 cavallo del nero · h2 cavallo del nero · d1 torre del bianco | c8 alfiere del nero · d8 torre del nero · a7 donna del nero · b7 pedone del nero · c7 torre del nero · d7 re del nero · g7 pedone del nero · h7 torre del bianco · g6 alfiere del bianco · h6 pedone del nero · a5 alfiere del nero · c5 donna del bianco · f5 re del bianco · g5 cavallo del bianco · h5 cavallo del bianco · e4 pedone del bianco · c3 pedone del nero · d3 cavallo del nero · h2 cavallo del nero · d1 torre del bianco | 7 |
| 6 | c8 alfiere del nero · d8 torre del nero · a7 donna del nero · b7 pedone del nero · c7 torre del nero · d7 re del nero · g7 pedone del nero · h7 torre del bianco · g6 alfiere del bianco · h6 pedone del nero · a5 alfiere del nero · c5 donna del bianco · f5 re del bianco · g5 cavallo del bianco · h5 cavallo del bianco · e4 pedone del bianco · c3 pedone del nero · d3 cavallo del nero · h2 cavallo del nero · d1 torre del bianco | c8 alfiere del nero · d8 torre del nero · a7 donna del nero · b7 pedone del nero · c7 torre del nero · d7 re del nero · g7 pedone del nero · h7 torre del bianco · g6 alfiere del bianco · h6 pedone del nero · a5 alfiere del nero · c5 donna del bianco · f5 re del bianco · g5 cavallo del bianco · h5 cavallo del bianco · e4 pedone del bianco · c3 pedone del nero · d3 cavallo del nero · h2 cavallo del nero · d1 torre del bianco | c8 alfiere del nero · d8 torre del nero · a7 donna del nero · b7 pedone del nero · c7 torre del nero · d7 re del nero · g7 pedone del nero · h7 torre del bianco · g6 alfiere del bianco · h6 pedone del nero · a5 alfiere del nero · c5 donna del bianco · f5 re del bianco · g5 cavallo del bianco · h5 cavallo del bianco · e4 pedone del bianco · c3 pedone del nero · d3 cavallo del nero · h2 cavallo del nero · d1 torre del bianco | c8 alfiere del nero · d8 torre del nero · a7 donna del nero · b7 pedone del nero · c7 torre del nero · d7 re del nero · g7 pedone del nero · h7 torre del bianco · g6 alfiere del bianco · h6 pedone del nero · a5 alfiere del nero · c5 donna del bianco · f5 re del bianco · g5 cavallo del bianco · h5 cavallo del bianco · e4 pedone del bianco · c3 pedone del nero · d3 cavallo del nero · h2 cavallo del nero · d1 torre del bianco | c8 alfiere del nero · d8 torre del nero · a7 donna del nero · b7 pedone del nero · c7 torre del nero · d7 re del nero · g7 pedone del nero · h7 torre del bianco · g6 alfiere del bianco · h6 pedone del nero · a5 alfiere del nero · c5 donna del bianco · f5 re del bianco · g5 cavallo del bianco · h5 cavallo del bianco · e4 pedone del bianco · c3 pedone del nero · d3 cavallo del nero · h2 cavallo del nero · d1 torre del bianco | c8 alfiere del nero · d8 torre del nero · a7 donna del nero · b7 pedone del nero · c7 torre del nero · d7 re del nero · g7 pedone del nero · h7 torre del bianco · g6 alfiere del bianco · h6 pedone del nero · a5 alfiere del nero · c5 donna del bianco · f5 re del bianco · g5 cavallo del bianco · h5 cavallo del bianco · e4 pedone del bianco · c3 pedone del nero · d3 cavallo del nero · h2 cavallo del nero · d1 torre del bianco | c8 alfiere del nero · d8 torre del nero · a7 donna del nero · b7 pedone del nero · c7 torre del nero · d7 re del nero · g7 pedone del nero · h7 torre del bianco · g6 alfiere del bianco · h6 pedone del nero · a5 alfiere del nero · c5 donna del bianco · f5 re del bianco · g5 cavallo del bianco · h5 cavallo del bianco · e4 pedone del bianco · c3 pedone del nero · d3 cavallo del nero · h2 cavallo del nero · d1 torre del bianco | c8 alfiere del nero · d8 torre del nero · a7 donna del nero · b7 pedone del nero · c7 torre del nero · d7 re del nero · g7 pedone del nero · h7 torre del bianco · g6 alfiere del bianco · h6 pedone del nero · a5 alfiere del nero · c5 donna del bianco · f5 re del bianco · g5 cavallo del bianco · h5 cavallo del bianco · e4 pedone del bianco · c3 pedone del nero · d3 cavallo del nero · h2 cavallo del nero · d1 torre del bianco | 6 |
| 5 | c8 alfiere del nero · d8 torre del nero · a7 donna del nero · b7 pedone del nero · c7 torre del nero · d7 re del nero · g7 pedone del nero · h7 torre del bianco · g6 alfiere del bianco · h6 pedone del nero · a5 alfiere del nero · c5 donna del bianco · f5 re del bianco · g5 cavallo del bianco · h5 cavallo del bianco · e4 pedone del bianco · c3 pedone del nero · d3 cavallo del nero · h2 cavallo del nero · d1 torre del bianco | c8 alfiere del nero · d8 torre del nero · a7 donna del nero · b7 pedone del nero · c7 torre del nero · d7 re del nero · g7 pedone del nero · h7 torre del bianco · g6 alfiere del bianco · h6 pedone del nero · a5 alfiere del nero · c5 donna del bianco · f5 re del bianco · g5 cavallo del bianco · h5 cavallo del bianco · e4 pedone del bianco · c3 pedone del nero · d3 cavallo del nero · h2 cavallo del nero · d1 torre del bianco | c8 alfiere del nero · d8 torre del nero · a7 donna del nero · b7 pedone del nero · c7 torre del nero · d7 re del nero · g7 pedone del nero · h7 torre del bianco · g6 alfiere del bianco · h6 pedone del nero · a5 alfiere del nero · c5 donna del bianco · f5 re del bianco · g5 cavallo del bianco · h5 cavallo del bianco · e4 pedone del bianco · c3 pedone del nero · d3 cavallo del nero · h2 cavallo del nero · d1 torre del bianco | c8 alfiere del nero · d8 torre del nero · a7 donna del nero · b7 pedone del nero · c7 torre del nero · d7 re del nero · g7 pedone del nero · h7 torre del bianco · g6 alfiere del bianco · h6 pedone del nero · a5 alfiere del nero · c5 donna del bianco · f5 re del bianco · g5 cavallo del bianco · h5 cavallo del bianco · e4 pedone del bianco · c3 pedone del nero · d3 cavallo del nero · h2 cavallo del nero · d1 torre del bianco | c8 alfiere del nero · d8 torre del nero · a7 donna del nero · b7 pedone del nero · c7 torre del nero · d7 re del nero · g7 pedone del nero · h7 torre del bianco · g6 alfiere del bianco · h6 pedone del nero · a5 alfiere del nero · c5 donna del bianco · f5 re del bianco · g5 cavallo del bianco · h5 cavallo del bianco · e4 pedone del bianco · c3 pedone del nero · d3 cavallo del nero · h2 cavallo del nero · d1 torre del bianco | c8 alfiere del nero · d8 torre del nero · a7 donna del nero · b7 pedone del nero · c7 torre del nero · d7 re del nero · g7 pedone del nero · h7 torre del bianco · g6 alfiere del bianco · h6 pedone del nero · a5 alfiere del nero · c5 donna del bianco · f5 re del bianco · g5 cavallo del bianco · h5 cavallo del bianco · e4 pedone del bianco · c3 pedone del nero · d3 cavallo del nero · h2 cavallo del nero · d1 torre del bianco | c8 alfiere del nero · d8 torre del nero · a7 donna del nero · b7 pedone del nero · c7 torre del nero · d7 re del nero · g7 pedone del nero · h7 torre del bianco · g6 alfiere del bianco · h6 pedone del nero · a5 alfiere del nero · c5 donna del bianco · f5 re del bianco · g5 cavallo del bianco · h5 cavallo del bianco · e4 pedone del bianco · c3 pedone del nero · d3 cavallo del nero · h2 cavallo del nero · d1 torre del bianco | c8 alfiere del nero · d8 torre del nero · a7 donna del nero · b7 pedone del nero · c7 torre del nero · d7 re del nero · g7 pedone del nero · h7 torre del bianco · g6 alfiere del bianco · h6 pedone del nero · a5 alfiere del nero · c5 donna del bianco · f5 re del bianco · g5 cavallo del bianco · h5 cavallo del bianco · e4 pedone del bianco · c3 pedone del nero · d3 cavallo del nero · h2 cavallo del nero · d1 torre del bianco | 5 |
| 4 | c8 alfiere del nero · d8 torre del nero · a7 donna del nero · b7 pedone del nero · c7 torre del nero · d7 re del nero · g7 pedone del nero · h7 torre del bianco · g6 alfiere del bianco · h6 pedone del nero · a5 alfiere del nero · c5 donna del bianco · f5 re del bianco · g5 cavallo del bianco · h5 cavallo del bianco · e4 pedone del bianco · c3 pedone del nero · d3 cavallo del nero · h2 cavallo del nero · d1 torre del bianco | c8 alfiere del nero · d8 torre del nero · a7 donna del nero · b7 pedone del nero · c7 torre del nero · d7 re del nero · g7 pedone del nero · h7 torre del bianco · g6 alfiere del bianco · h6 pedone del nero · a5 alfiere del nero · c5 donna del bianco · f5 re del bianco · g5 cavallo del bianco · h5 cavallo del bianco · e4 pedone del bianco · c3 pedone del nero · d3 cavallo del nero · h2 cavallo del nero · d1 torre del bianco | c8 alfiere del nero · d8 torre del nero · a7 donna del nero · b7 pedone del nero · c7 torre del nero · d7 re del nero · g7 pedone del nero · h7 torre del bianco · g6 alfiere del bianco · h6 pedone del nero · a5 alfiere del nero · c5 donna del bianco · f5 re del bianco · g5 cavallo del bianco · h5 cavallo del bianco · e4 pedone del bianco · c3 pedone del nero · d3 cavallo del nero · h2 cavallo del nero · d1 torre del bianco | c8 alfiere del nero · d8 torre del nero · a7 donna del nero · b7 pedone del nero · c7 torre del nero · d7 re del nero · g7 pedone del nero · h7 torre del bianco · g6 alfiere del bianco · h6 pedone del nero · a5 alfiere del nero · c5 donna del bianco · f5 re del bianco · g5 cavallo del bianco · h5 cavallo del bianco · e4 pedone del bianco · c3 pedone del nero · d3 cavallo del nero · h2 cavallo del nero · d1 torre del bianco | c8 alfiere del nero · d8 torre del nero · a7 donna del nero · b7 pedone del nero · c7 torre del nero · d7 re del nero · g7 pedone del nero · h7 torre del bianco · g6 alfiere del bianco · h6 pedone del nero · a5 alfiere del nero · c5 donna del bianco · f5 re del bianco · g5 cavallo del bianco · h5 cavallo del bianco · e4 pedone del bianco · c3 pedone del nero · d3 cavallo del nero · h2 cavallo del nero · d1 torre del bianco | c8 alfiere del nero · d8 torre del nero · a7 donna del nero · b7 pedone del nero · c7 torre del nero · d7 re del nero · g7 pedone del nero · h7 torre del bianco · g6 alfiere del bianco · h6 pedone del nero · a5 alfiere del nero · c5 donna del bianco · f5 re del bianco · g5 cavallo del bianco · h5 cavallo del bianco · e4 pedone del bianco · c3 pedone del nero · d3 cavallo del nero · h2 cavallo del nero · d1 torre del bianco | c8 alfiere del nero · d8 torre del nero · a7 donna del nero · b7 pedone del nero · c7 torre del nero · d7 re del nero · g7 pedone del nero · h7 torre del bianco · g6 alfiere del bianco · h6 pedone del nero · a5 alfiere del nero · c5 donna del bianco · f5 re del bianco · g5 cavallo del bianco · h5 cavallo del bianco · e4 pedone del bianco · c3 pedone del nero · d3 cavallo del nero · h2 cavallo del nero · d1 torre del bianco | c8 alfiere del nero · d8 torre del nero · a7 donna del nero · b7 pedone del nero · c7 torre del nero · d7 re del nero · g7 pedone del nero · h7 torre del bianco · g6 alfiere del bianco · h6 pedone del nero · a5 alfiere del nero · c5 donna del bianco · f5 re del bianco · g5 cavallo del bianco · h5 cavallo del bianco · e4 pedone del bianco · c3 pedone del nero · d3 cavallo del nero · h2 cavallo del nero · d1 torre del bianco | 4 |
| 3 | c8 alfiere del nero · d8 torre del nero · a7 donna del nero · b7 pedone del nero · c7 torre del nero · d7 re del nero · g7 pedone del nero · h7 torre del bianco · g6 alfiere del bianco · h6 pedone del nero · a5 alfiere del nero · c5 donna del bianco · f5 re del bianco · g5 cavallo del bianco · h5 cavallo del bianco · e4 pedone del bianco · c3 pedone del nero · d3 cavallo del nero · h2 cavallo del nero · d1 torre del bianco | c8 alfiere del nero · d8 torre del nero · a7 donna del nero · b7 pedone del nero · c7 torre del nero · d7 re del nero · g7 pedone del nero · h7 torre del bianco · g6 alfiere del bianco · h6 pedone del nero · a5 alfiere del nero · c5 donna del bianco · f5 re del bianco · g5 cavallo del bianco · h5 cavallo del bianco · e4 pedone del bianco · c3 pedone del nero · d3 cavallo del nero · h2 cavallo del nero · d1 torre del bianco | c8 alfiere del nero · d8 torre del nero · a7 donna del nero · b7 pedone del nero · c7 torre del nero · d7 re del nero · g7 pedone del nero · h7 torre del bianco · g6 alfiere del bianco · h6 pedone del nero · a5 alfiere del nero · c5 donna del bianco · f5 re del bianco · g5 cavallo del bianco · h5 cavallo del bianco · e4 pedone del bianco · c3 pedone del nero · d3 cavallo del nero · h2 cavallo del nero · d1 torre del bianco | c8 alfiere del nero · d8 torre del nero · a7 donna del nero · b7 pedone del nero · c7 torre del nero · d7 re del nero · g7 pedone del nero · h7 torre del bianco · g6 alfiere del bianco · h6 pedone del nero · a5 alfiere del nero · c5 donna del bianco · f5 re del bianco · g5 cavallo del bianco · h5 cavallo del bianco · e4 pedone del bianco · c3 pedone del nero · d3 cavallo del nero · h2 cavallo del nero · d1 torre del bianco | c8 alfiere del nero · d8 torre del nero · a7 donna del nero · b7 pedone del nero · c7 torre del nero · d7 re del nero · g7 pedone del nero · h7 torre del bianco · g6 alfiere del bianco · h6 pedone del nero · a5 alfiere del nero · c5 donna del bianco · f5 re del bianco · g5 cavallo del bianco · h5 cavallo del bianco · e4 pedone del bianco · c3 pedone del nero · d3 cavallo del nero · h2 cavallo del nero · d1 torre del bianco | c8 alfiere del nero · d8 torre del nero · a7 donna del nero · b7 pedone del nero · c7 torre del nero · d7 re del nero · g7 pedone del nero · h7 torre del bianco · g6 alfiere del bianco · h6 pedone del nero · a5 alfiere del nero · c5 donna del bianco · f5 re del bianco · g5 cavallo del bianco · h5 cavallo del bianco · e4 pedone del bianco · c3 pedone del nero · d3 cavallo del nero · h2 cavallo del nero · d1 torre del bianco | c8 alfiere del nero · d8 torre del nero · a7 donna del nero · b7 pedone del nero · c7 torre del nero · d7 re del nero · g7 pedone del nero · h7 torre del bianco · g6 alfiere del bianco · h6 pedone del nero · a5 alfiere del nero · c5 donna del bianco · f5 re del bianco · g5 cavallo del bianco · h5 cavallo del bianco · e4 pedone del bianco · c3 pedone del nero · d3 cavallo del nero · h2 cavallo del nero · d1 torre del bianco | c8 alfiere del nero · d8 torre del nero · a7 donna del nero · b7 pedone del nero · c7 torre del nero · d7 re del nero · g7 pedone del nero · h7 torre del bianco · g6 alfiere del bianco · h6 pedone del nero · a5 alfiere del nero · c5 donna del bianco · f5 re del bianco · g5 cavallo del bianco · h5 cavallo del bianco · e4 pedone del bianco · c3 pedone del nero · d3 cavallo del nero · h2 cavallo del nero · d1 torre del bianco | 3 |
| 2 | c8 alfiere del nero · d8 torre del nero · a7 donna del nero · b7 pedone del nero · c7 torre del nero · d7 re del nero · g7 pedone del nero · h7 torre del bianco · g6 alfiere del bianco · h6 pedone del nero · a5 alfiere del nero · c5 donna del bianco · f5 re del bianco · g5 cavallo del bianco · h5 cavallo del bianco · e4 pedone del bianco · c3 pedone del nero · d3 cavallo del nero · h2 cavallo del nero · d1 torre del bianco | c8 alfiere del nero · d8 torre del nero · a7 donna del nero · b7 pedone del nero · c7 torre del nero · d7 re del nero · g7 pedone del nero · h7 torre del bianco · g6 alfiere del bianco · h6 pedone del nero · a5 alfiere del nero · c5 donna del bianco · f5 re del bianco · g5 cavallo del bianco · h5 cavallo del bianco · e4 pedone del bianco · c3 pedone del nero · d3 cavallo del nero · h2 cavallo del nero · d1 torre del bianco | c8 alfiere del nero · d8 torre del nero · a7 donna del nero · b7 pedone del nero · c7 torre del nero · d7 re del nero · g7 pedone del nero · h7 torre del bianco · g6 alfiere del bianco · h6 pedone del nero · a5 alfiere del nero · c5 donna del bianco · f5 re del bianco · g5 cavallo del bianco · h5 cavallo del bianco · e4 pedone del bianco · c3 pedone del nero · d3 cavallo del nero · h2 cavallo del nero · d1 torre del bianco | c8 alfiere del nero · d8 torre del nero · a7 donna del nero · b7 pedone del nero · c7 torre del nero · d7 re del nero · g7 pedone del nero · h7 torre del bianco · g6 alfiere del bianco · h6 pedone del nero · a5 alfiere del nero · c5 donna del bianco · f5 re del bianco · g5 cavallo del bianco · h5 cavallo del bianco · e4 pedone del bianco · c3 pedone del nero · d3 cavallo del nero · h2 cavallo del nero · d1 torre del bianco | c8 alfiere del nero · d8 torre del nero · a7 donna del nero · b7 pedone del nero · c7 torre del nero · d7 re del nero · g7 pedone del nero · h7 torre del bianco · g6 alfiere del bianco · h6 pedone del nero · a5 alfiere del nero · c5 donna del bianco · f5 re del bianco · g5 cavallo del bianco · h5 cavallo del bianco · e4 pedone del bianco · c3 pedone del nero · d3 cavallo del nero · h2 cavallo del nero · d1 torre del bianco | c8 alfiere del nero · d8 torre del nero · a7 donna del nero · b7 pedone del nero · c7 torre del nero · d7 re del nero · g7 pedone del nero · h7 torre del bianco · g6 alfiere del bianco · h6 pedone del nero · a5 alfiere del nero · c5 donna del bianco · f5 re del bianco · g5 cavallo del bianco · h5 cavallo del bianco · e4 pedone del bianco · c3 pedone del nero · d3 cavallo del nero · h2 cavallo del nero · d1 torre del bianco | c8 alfiere del nero · d8 torre del nero · a7 donna del nero · b7 pedone del nero · c7 torre del nero · d7 re del nero · g7 pedone del nero · h7 torre del bianco · g6 alfiere del bianco · h6 pedone del nero · a5 alfiere del nero · c5 donna del bianco · f5 re del bianco · g5 cavallo del bianco · h5 cavallo del bianco · e4 pedone del bianco · c3 pedone del nero · d3 cavallo del nero · h2 cavallo del nero · d1 torre del bianco | c8 alfiere del nero · d8 torre del nero · a7 donna del nero · b7 pedone del nero · c7 torre del nero · d7 re del nero · g7 pedone del nero · h7 torre del bianco · g6 alfiere del bianco · h6 pedone del nero · a5 alfiere del nero · c5 donna del bianco · f5 re del bianco · g5 cavallo del bianco · h5 cavallo del bianco · e4 pedone del bianco · c3 pedone del nero · d3 cavallo del nero · h2 cavallo del nero · d1 torre del bianco | 2 |
| 1 | c8 alfiere del nero · d8 torre del nero · a7 donna del nero · b7 pedone del nero · c7 torre del nero · d7 re del nero · g7 pedone del nero · h7 torre del bianco · g6 alfiere del bianco · h6 pedone del nero · a5 alfiere del nero · c5 donna del bianco · f5 re del bianco · g5 cavallo del bianco · h5 cavallo del bianco · e4 pedone del bianco · c3 pedone del nero · d3 cavallo del nero · h2 cavallo del nero · d1 torre del bianco | c8 alfiere del nero · d8 torre del nero · a7 donna del nero · b7 pedone del nero · c7 torre del nero · d7 re del nero · g7 pedone del nero · h7 torre del bianco · g6 alfiere del bianco · h6 pedone del nero · a5 alfiere del nero · c5 donna del bianco · f5 re del bianco · g5 cavallo del bianco · h5 cavallo del bianco · e4 pedone del bianco · c3 pedone del nero · d3 cavallo del nero · h2 cavallo del nero · d1 torre del bianco | c8 alfiere del nero · d8 torre del nero · a7 donna del nero · b7 pedone del nero · c7 torre del nero · d7 re del nero · g7 pedone del nero · h7 torre del bianco · g6 alfiere del bianco · h6 pedone del nero · a5 alfiere del nero · c5 donna del bianco · f5 re del bianco · g5 cavallo del bianco · h5 cavallo del bianco · e4 pedone del bianco · c3 pedone del nero · d3 cavallo del nero · h2 cavallo del nero · d1 torre del bianco | c8 alfiere del nero · d8 torre del nero · a7 donna del nero · b7 pedone del nero · c7 torre del nero · d7 re del nero · g7 pedone del nero · h7 torre del bianco · g6 alfiere del bianco · h6 pedone del nero · a5 alfiere del nero · c5 donna del bianco · f5 re del bianco · g5 cavallo del bianco · h5 cavallo del bianco · e4 pedone del bianco · c3 pedone del nero · d3 cavallo del nero · h2 cavallo del nero · d1 torre del bianco | c8 alfiere del nero · d8 torre del nero · a7 donna del nero · b7 pedone del nero · c7 torre del nero · d7 re del nero · g7 pedone del nero · h7 torre del bianco · g6 alfiere del bianco · h6 pedone del nero · a5 alfiere del nero · c5 donna del bianco · f5 re del bianco · g5 cavallo del bianco · h5 cavallo del bianco · e4 pedone del bianco · c3 pedone del nero · d3 cavallo del nero · h2 cavallo del nero · d1 torre del bianco | c8 alfiere del nero · d8 torre del nero · a7 donna del nero · b7 pedone del nero · c7 torre del nero · d7 re del nero · g7 pedone del nero · h7 torre del bianco · g6 alfiere del bianco · h6 pedone del nero · a5 alfiere del nero · c5 donna del bianco · f5 re del bianco · g5 cavallo del bianco · h5 cavallo del bianco · e4 pedone del bianco · c3 pedone del nero · d3 cavallo del nero · h2 cavallo del nero · d1 torre del bianco | c8 alfiere del nero · d8 torre del nero · a7 donna del nero · b7 pedone del nero · c7 torre del nero · d7 re del nero · g7 pedone del nero · h7 torre del bianco · g6 alfiere del bianco · h6 pedone del nero · a5 alfiere del nero · c5 donna del bianco · f5 re del bianco · g5 cavallo del bianco · h5 cavallo del bianco · e4 pedone del bianco · c3 pedone del nero · d3 cavallo del nero · h2 cavallo del nero · d1 torre del bianco | c8 alfiere del nero · d8 torre del nero · a7 donna del nero · b7 pedone del nero · c7 torre del nero · d7 re del nero · g7 pedone del nero · h7 torre del bianco · g6 alfiere del bianco · h6 pedone del nero · a5 alfiere del nero · c5 donna del bianco · f5 re del bianco · g5 cavallo del bianco · h5 cavallo del bianco · e4 pedone del bianco · c3 pedone del nero · d3 cavallo del nero · h2 cavallo del nero · d1 torre del bianco | 1 |
|   | a | b | c | d | e | f | g | h |   |

Soluzione:
1. Cf3 !  (min. 2. Dd6+ Rxd6#)
1. ...Dxc5+ 2. Ce5+ Re7#

1. ...Tf8+ 2. Cf6+ Rd8#

1. ...Ab4 2. Dxc7+ Rxc7#

1. ...Tc6 2. De7+ Rxe7#

1. ...Txc5+ 2. Ce5+ Re7#